# Kuopio Steelers
Die Kuopio Steelers sind eine American-Football-Mannschaft aus dem finnischen Kuopio. Gegründet wurde die Mannschaft 1991 als Varkaus Steelers im nahegelegenen Varkaus, 2006 erfolgte der Umzug nach Kuopio. Seit 2018 spielen die Steelers in der Vaahteraliiga, der höchsten finnischen Liga. Sie zogen seitdem fünf Mal in Folge in das Finale, den Maple Bowl ein, und gewannen von 2020 bis 2022 drei Mal in Folge die finnische Meisterschaft.

## Spielzeiten
| Saison              | Liga                | Sp               | S                | U                | N                | P+               | P–               | Platz            | Playoffs                                                    |
| Varkaus Steelers    | Varkaus Steelers    | Varkaus Steelers | Varkaus Steelers | Varkaus Steelers | Varkaus Steelers | Varkaus Steelers | Varkaus Steelers | Varkaus Steelers | Varkaus Steelers                                            |
| ------------------- | ------------------- | ---------------- | ---------------- | ---------------- | ---------------- | ---------------- | ---------------- | ---------------- | ----------------------------------------------------------- |
| 2001                | Vaahteraliiga       | 8                | 2                | 0                | 6                | 102              | 220              | 8.               | —                                                           |
| 2002                | Vaahteraliiga       | 8                | 1                | 0                | 7                | 50               | 329              | 9.               | —                                                           |
| 2003                | I-divisioona        | 5                | 5                | 0                | 0                |                  |                  | 1.               |                                                             |
| 2004                | I-divisioona        | 7                | 5                | 0                | 2                |                  |                  | 3.               |                                                             |
| 2005                | I-divisioona        | 7                | 5                | 0                | 2                |                  |                  | 2.               |                                                             |
| Kuopio Steelers     |                     |                  |                  |                  |                  |                  |                  |                  |                                                             |
| 2006                | I-divisioona        | 10               | 8                | 0                | 2                |                  |                  | 2.               |                                                             |
| 2007                | I-divisioona        | 10               | 6                | 0                | 4                |                  |                  | 2.               |                                                             |
| 2008                | I-divisioona        | 8                | 4                | 0                | 4                |                  |                  | 4.               |                                                             |
| 2009                | I-divisioona        | 8                | 7                | 0                | 1                |                  |                  | 1.               |                                                             |
| 2010                | II-divisioona       | 5                | 5                | 0                | 0                |                  |                  | 1.               | HF: Raisio Oakmen 33:7 F: Vikings 34:6                      |
| 2011                | I-divisioona        | 8                | 2                | 0                | 6                |                  |                  | 4.               | HF: TAFT Vantaa 0:30                                        |
| 2012                | II-divisioona       | 6                | 0                | 0                | 0                |                  |                  | 1.               | WC: Helsinki Wolverines II 28:0 HF: Tampere Saints 7:21     |
| 2013                | II-divisioona       | 6                | 5                | 0                | 1                |                  |                  | 2.               | WC: Bears 45:0 HF: Wasa Royals 0:34                         |
| 2014                | II-divisioona       | 10               | 7                | 0                | 3                | 214              | 141              | 2.               | HF: Hanko Sun City 20:35                                    |
| 2015                | II-divisioona       | 8                | 8                | 0                | 0                | 322              | 48               | 1.               | F: Mikkeli Bouncers 42:0                                    |
| 2016                | I-divisioona        | 8                | 4                | 0                | 4                | 193              | 197              | 3.               | HF: Hämeenlinna Huskies 12:35                               |
| 2017                | I-divisioona        | 8                | 7                | 0                | 1                | 424              | 142              | 1.               | HF: Jyväskylä Jaguaarit 91:0 F: Helsinki Wolverines         |
| 2018                | Vaahteraliiga       | 10               | 8                | 0                | 2                | 404              | 315              | 2.               | HF: Wasa Royals 34:26 MB: Helsinki Rosters 14:44            |
| 2019                | Vaahteraliiga       | 12               | 9                | 0                | 3                | 489              | 369              | 2.               | HF: Helsinki Wolverines 21:17 Helsinki Roosters 6:50        |
| 2020                | Vaahteraliiga       | 5                | 4                | 0                | 1                | 223              | 105              | 1.               | HF: Seinäjoki Crocodiles 35:13 MB: Helsinki Wolverines 21:0 |
| 2021                | Vaahteraliiga       | 8                | 7                | 0                | 1                | 333              | 143              | 1.               | HF: Seinäjoki Crocodiles 52:14 MB: Helsinki Roosters 14:0   |
| 2022                | Vaahteraliiga       | 12               | 12               | 0                | 0                | 552              | 146              | 1.               | HF: Helsinki Rosters 28:0 MB: Seinäjoki Crocodiles 21:14    |
| Summe Vaahteraliiga | Summe Vaahteraliiga | 63               | 43               | 0                | 20               | 2153             | 1627             |                  |                                                             |